# 烏克蘭希臘禮天主教索科爾-若夫克瓦教區
烏克蘭希臘禮天主教索科爾-若夫克瓦教區（拉丁語：Eparchia Socaliensis-Zhovkviensis）是烏克蘭一個東儀天主教教區（烏克蘭希臘禮），屬利沃夫總教區。
教區成立於2000年7月21日，範圍包括利沃夫州北部。2009年有教友323,838人（佔轄區人口63.4%）、355個堂區、254名司鐸。現任教區主教為彌額爾·科爾通。